# Oriopsis androgyne
Oriopsis androgyne är en ringmaskart som beskrevs av Rouse 1994. Oriopsis androgyne ingår i släktet Oriopsis och familjen Sabellidae. Inga underarter finns listade i Catalogue of Life.